# 克雷布斯嶺
克雷布斯嶺（英語：Krebs Ridge）是南極洲的山嶺，位於帕爾默地東岸，在1974年由美國地質調查局繪入地圖，以該國研究隊的生物學家命名，現時由南極條約體系管理。

## 外部連結
. . United States Geological Survey.   [2013-05-17].
70°33′S 62°25′W / 70.550°S 62.417°W